# Anthony Sweijs
Anthony Ahasuerus Hendrik Sweijs (ur. 18 lipca 1852 w Amsterdamie, zm. 30 września 1937 w Rotterdamie) – holenderski strzelec, medalista olimpijski i medalista mistrzostw świata.

## Kariera
Uczestnik igrzysk olimpijskich w 1900 roku, na których wystąpił w 2 konkurencjach. Zajął ostatnie 20. miejsce w pistolecie dowolnym z 50 m. W zawodach drużynowych reprezentacja Holandii zdobyła brązowy medal (skład zespołu holenderskiego: Dirk Boest Gips, Antonius Bouwens, Henrik Sillem, Anthony Sweijs, Solko van den Bergh). Zawody w Paryżu były jednocześnie turniejem o mistrzostwo świata, więc Sweijs automatycznie został medalistą mistrzostw świata.

## Wyniki

### Igrzyska olimpijskie
| Igrzyska   | Konkurencja                       | Wynik                             | Miejsce | Źródło |
| ---------- | --------------------------------- | --------------------------------- | ------- | ------ |
| Paryż 1900 | Pistolet dowolny, 50 m            | 310 pkt.                          | 20      | [ 1 ]  |
| Paryż 1900 | Pistolet dowolny, 50 m, drużynowo | 1876 pkt. (druż.) 310 pkt. (ind.) |         | [ 2 ]  |

### Medale na mistrzostwach świata
Opracowano na podstawie materiałów źródłowych:
| Mistrzostwa | Konkurencja                       | Wynik                             | Miejsce |
| ----------- | --------------------------------- | --------------------------------- | ------- |
| Paryż 1900  | Pistolet dowolny, 50 m, drużynowo | 1876 pkt. (druż.) 310 pkt. (ind.) |         |